# Peiras
Peiras (altgriechisch Πείρας Peíras) oder Peiranthos (altgriechisch Πείρανθος Peíranthos) oder Peiren (altgriechisch Πειρήν Peirḗn) oder Peirasos (altgriechisch Πείρασος Peírasos) ist eine Gestalt der griechischen Mythologie.
Er ist der Sohn von Argos und Euadne, der Tochter von Strymon. Seine Geschwister sind Kriasos, Epidauros und Ekbasos. Er ist der Vater der Kallithyia oder Kallithoë. Er setzte den Kult der Hera in Argos ein und machte seine Tochter zu deren ersten Priesterin.